# Arcon
 Arcon  es una población y comuna francesa, situada en la región de Auvernia-Ródano-Alpes, departamento de Loira, en el distrito de Roanne y cantón de Saint-Haon-le-Châtel.

## Demografía
| 227 | 238 | 170 | 148 | 135 | 107 |
| Para los censos de 1962 a 1999 la población legal corresponde a la población sin duplicidades (Fuente: INSEE [Consultar]) |     |     |     |     |     |